# Міжнародний торговий центр
Міжнародний торговий центр, також Міжнародний торговельний центр (МТЦ, англ. International Trade Centre (ITC), (фр. Centre du commerce international (CCI)) — багатостороннє агентство, яке має мандат Світової організації торгівлі (СОТ) та Організації Об'єднаних Націй через Конференцію ООН з торгівлі та розвитку (ЮНКТАД).

## Історія і статус
МТЦ створений в 1964 за рішенням членів ГАТТ для:
- надання зовнішньоторговельної інформації
- надання консультаційних послуг у торгівлі
- здійсненні конкретних проєктів.

У 1968 ЮНКТАД став учасником МТЦ, що визначило його статус (з 1974) як робочого органу ГАТТ і ООН. 
МТЦ не має власного членства. 
З 1973 резолюцією ЕКОСОР надано функцію центрального органу системи ООН з технічної допомоги країнам, що розвиваються, у стимулюванні експорту. 
З 1984 має статус Виконавчого агентства Програми розвитку ООН (ПРООН).

## Діяльність
МТЦ здійснює свою діяльність у межах:
- основної програми «Сприяння торгівлі та розвитку експорту»
- спеціальної програми «Технічне співробітництво зі слаборозвиненими країнами»,
- спеціальної програми  «Технічне співробітництво з національними торговельними палатами».

Резолюцією ЕКОСОР у 1973 році визначено шість головних напрямів діяльності:
1. сприяння поліпшенню якості продукції і розвитку маркетингу (переважно для країн, що розвиваються, і приватних фірм);
2. надання послуг з техніки здійснення торгових операцій;
3. надання інформації про міжнародну торгівлю;
4. сприяння підготовці кадрів;
5. допомога у здійсненні експортних і супутніх операцій;
6. визначення потреб і розробка програм сприяння розвитку торгівлі.

Пріоритетними напрямами діяльності МТЦ з 1991 року є: 
1. сприяння торгівлі для зменшення рівня бідності;
2. допомога слаборозвиненим країнам;
3. співробітництво між країнами, що розвиваються, «Південь- Південь»;
4. участь жінок у розвитку торгівлі;
5. підприємництво у сфері експорту;
6. екологія в розвитку експорту;
7. розвиток людських ресурсів.

## Управління
Принципи діяльності МТЦ визначають:
- Генеральна рада COT і
- Рада з торгівлі та розвитку ЮНКТАД.

Міжурядовий контроль здійснює Об'єднана консультаційна група зі справ МТЦ (ОКГ), до якої входять представники ЮНКТАД і ВТО. До компетенції ОКГ належить проведення щорічних сесій для розгляду діяльності МТЦ і розробки рекомендацій для ЮНКТАД і ВТО. Між сесіями діяльність МТЦ здійснюється Секретаріатом, розміщеним у Женеві, та штатом консультантів понад 600 осіб.